# Megan Taylor
Megan Olwen Devenish Taylor, po mężu Mandeville, następnie Ellis (ur. 25 października 1920 w Rochdale, zm. 23 lipca 1993 na Jamajce) – brytyjska łyżwiarka figurowa, startująca w konkurencji solistek. Uczestniczka igrzysk olimpijskich w Lake Placid (1932), dwukrotna mistrzyni świata (1938, 1939), trzykrotna wicemistrzyni Europy (1937–1939) oraz trzykrotna mistrzyni Wielkiej Brytanii (1932–1934).
Jej matka pochodząca z Sankt Moritz była profesjonalną łyżwiarką figurową, zaś jej ojciec Phil był łyżwiarzem szybkim i to on nauczył córkę jazdy na łyżwach. Pierwszym występem Megan był pokaz na lodowisku Richmond Ice Rink na miesiąc przed jej dziewiątymi urodzinami. Jej ojciec był jej trenerem podczas Zimowych Igrzysk Olimpijskich 1932 w Lake Placid. Megan miała zaledwie 11 lat i zajęła 7. miejsce, co było najlepszą lokatą brytyjskiej łyżwiarki na igrzyskach w tamtym czasie.
Megan Taylor rozpoczęła karierę profesjonalną w 1939 roku występując w rewiach łyżwiarskich z ojcem w Australii, Kanadzie i Stanach Zjednoczonych m.in. w słynnym Ice Capades i Ice Follies.

## Osiągnięcia
| Zawody                        | 1932           | 1933           | 1934           | 1935           | 1936           | 1937           | 1938           | 1939           |                |                |                |                |                |                |                |                |                |
| Międzynarodowe                | Międzynarodowe | Międzynarodowe | Międzynarodowe | Międzynarodowe | Międzynarodowe | Międzynarodowe | Międzynarodowe | Międzynarodowe | Międzynarodowe | Międzynarodowe | Międzynarodowe | Międzynarodowe | Międzynarodowe | Międzynarodowe | Międzynarodowe | Międzynarodowe | Międzynarodowe |
| ----------------------------- | -------------- | -------------- | -------------- | -------------- | -------------- | -------------- | -------------- | -------------- | -------------- | -------------- | -------------- | -------------- | -------------- | -------------- | -------------- | -------------- | -------------- |
| Igrzyska olimpijskie          | 7              |                |                |                |                |                |                |                |                |                |                |                |                |                |                |                |                |
| Mistrzostwa świata            | 7              | 4              | 2              |                | 2              | 2              | 1              | 1              |                |                |                |                |                |                |                |                |                |
| Mistrzostwa Europy            |                |                | 4              |                | 3              | 2              | 2              | 2              |                |                |                |                |                |                |                |                |                |
| Krajowe                       |                |                |                |                |                |                |                |                |                |                |                |                |                |                |                |                |                |
| Mistrzostwa Wielkiej Brytanii | 1              | 1              | 1              |                |                | 2              | 2              | 2              |                |                |                |                |                |                |                |                |                |